# Cleomenes atricornis
Cleomenes atricornis là một loài bọ cánh cứng trong họ Cerambycidae.